# Nikolaj Ivanovič Muhanov
Nikolaj Ivanovič Muhanov [nikoláj ivánovič muhánov] (rusko Николай Иванович Муха́нов), ruski pisatelj, režiser, novinar, igralec in pesnik, * 1882, Sizran, Ruski imperij (sedaj Rusija), † 1942.
Muhanov je najbolj znan po svojem znanstvenofantastičnem romanu Plamteča brezna (Пылающие бездны) iz leta 1924.